# 藤枝町 (日進市)
藤枝町（ふじえだちょう）は、愛知県日進市の町名。11の小字が設置されている。

## 地理
日進市中央南部に位置し、東は米野木町、西は東山・折戸町、南は東郷町大字諸輪、北は蟹甲町・藤島町に接する。

### 河川
- 天白川

### 小字
- 奥廻間（おくはざま）
- 片平（かたひら）
- 庚申（こうしん）
- 小山（こやま）
- 小六田（ころくだ）
- 西外面（にしがいめん）
- 廻間（はざま）
- 平子（ひらこ）
- 前田（まえだ）
- 向イ田（むかいだ）
- 向イ山（むかいやま）

## 世帯数と人口
2022年（令和4年）9月1日現在の世帯数と人口は以下の通りである。
| 町丁   | 世帯数  | 人口    |
| ------ | ------- | ------- |
| 藤枝町 | 767世帯 | 1,804人 |

## 学区
市立小・中学校に通う場合、学区は以下の通りとなる。また、公立高等学校に通う場合の学区は以下の通りとなる。
| 字・番地等                                               | 小学校               | 中学校               | 高等学校普通科 |
| -------------------------------------------------------- | -------------------- | -------------------- | -------------- |
| 前田・小六田・西外面・庚申・小山・向イ山・向イ田（一部） | 日進市立東小学校     | 日進市立日進東中学校 | 尾張学区       |
| 平子（一部）・廻間・片平・奥廻間                         | 日進市立梨の木小学校 | 日進市立日進東中学校 | 尾張学区       |
| 向イ田（一部）・平子（一部）                             | 日進市立南小学校     | 日進市立日進中学校   | 尾張学区       |

## 歴史
愛知郡藤枝村を前身とする。

### 町名の由来
藤島村の枝郷であることを意味する。但し、集落は江戸期以前から形成されていたとされる。

### 沿革
- 1873年（明治6年） - 一部が蟹甲新田村として分立[7]。
- 1889年（明治22年）10月1日 - 町村制施行・合併に伴い、愛知郡白山村大字藤枝となる[4]。
- 1906年（明治39年）5月10日 - 合併に伴い、日進村大字藤枝となる[8]。
- 1958年（昭和33年）1月1日 - 町制施行に伴い、日進町大字藤枝となる[8]。
- 1991年（平成3年）9月17日 - 一部が東山となる[9]。
- 1994年（平成6年）10月1日 - 市制施行に伴い、日進市藤枝町となる[10][11]。
- 2016年（平成28年）10月8日 - 一部が米野木台となる[12]。

## 施設
- 愛知ヤクルト工場
- 三十三銀行日進支店
- 藤枝町公民館
- 日進市立米野木台西保育園
- はくさん幼稚園

## 交通
- 愛知県道58号名古屋豊田線
- みなみ山手通り

## その他

### 日本郵便
- 郵便番号 : 470-0112[2]（集配局：日進郵便局[13]）。